# Руке (филм)
„Руке” је југословенски кратки филм из 1975. године. Режирао га је Владислав Ласић који је написао и сценарио.

## Улоге
| Глумац         | Улога |
| -------------- | ----- |
| Драгослав Илић |       |
| Тома Курузовић |       |